# Аустралијски и новозеландски армијски корпус
Аустралијски и новозеландски армијски корпус (енгл. Australian and New Zealand Army Corps, ANZAC) формиран је у Египту 1915. године за потребе Галипољске операције. Чинили су га Аустралијанци и Новозеланђани регрутовани у својим земљама. Током Галипољске операције трупе ANZAC-а предводио је генерал-потпуковник сер Вилијам Бредвуд.
У борбама су учествовале Прва аустралијска бригада, Друга аустралијска бригада, Трећа аустралијска бригада обједињене у Прву аустралијску дивизију. Поред ње учествовала је и Новозеландско-аустралијска дивизија коју су чиниле: Новозеландска бригада, Четврта аустралијска бригада и индијско-цејлонске снаге. Прва дивизија је формирана још у Аустралији 3. августа 1914. године кад је влада доминиона Аустралија понудила Великој Британији 20.000 војника. 
Првобитно су били стационирани у Египту да би се увежбавали за Западни фронт. Међутим, 25. априла 1915. године јединице ANZAC-а искрцале су се на обале Галипоља. После изгубљене битке за Галипоље враћени су за Египат новембра 1915. године. Марта 1916. пребачени су на француско ратиште где су остали до краја рата.